# Manzanita Lake Naturalist's Services Historic District
Het Manzanita Lake Naturalist's Services Historic District is een federaal historisch district dat op het National Register of Historic Places staat. Het district omvat een gebied aan de noordwestelijke ingangsroute van Lassen Volcanic National Park, nabij Manzanita Lake, in de Amerikaanse staat Californië. Het district is zo'n 0,40 ha groot en omvat een aantal historische gebouwen die gebruikt werden en/of worden als educatief bezoekerscentrum. Het was de amateurfotograaf Benjamin Franklin Loomis die in 1927 samen met zijn echtgenote het Loomis Museum bouwde. Het koppel schonk het museum in 1929 aan het nationaal park. Later kwamen er nog enkele andere gebouwen bij, zoals het huidige Discovery Center.
Het historic district werd op 23 juni 2006 als dusdanig erkend door de federale overheid.

## Inventaris
| Object                                         | Bouwjaar                                          | Architect                         | Locatie       | Status            | Bron   |
| ---------------------------------------------- | ------------------------------------------------- | --------------------------------- | ------------- | ----------------- | ------ |
| Lily Pond Trail                                | 1920-1930                                         | National Park Service             | Shasta County | contributing      | [ 2 ]  |
| Loomis Art House                               | 1926-1929 1995: restauratie 2002: aanpassing      | Estella en B.F. Loomis            | Shasta County | contributing      | [ 3 ]  |
| Loomis House Retaining Wall                    | 1925-1930                                         |                                   | Shasta County | contributing      | [ 4 ]  |
| Loomis Museum                                  | 1926-1927 1927: aanpassing 1993-1994: restauratie | Estella en B.F. Loomis            | Shasta County | contributing NRHP | [ 5 ]  |
| Loomis Seismograph Station                     | 1926 1995: restauratie                            | Estella en B.F. Loomis            | Shasta County | contributing NRHP | [ 6 ]  |
| Manzanita Lake Comfort Station                 | 1934-1939                                         | National Park Service             | Shasta County | contributing      | [ 7 ]  |
| Manzanita Lake Dam                             | 1911-1915                                         | Northern California Power Company | Shasta County | contributing      | [ 8 ]  |
| Manzanita Lake Trail                           | 1911-1915                                         | Northern California Power Company | Shasta County | contributing      | [ 9 ]  |
| Park Naturalist's Garage                       | 1931-1935                                         | National Park Service             | Shasta County | contributing      | [ 10 ] |
| Park Naturalist's Residence (Discovery Center) | 1934 2001: restauratie                            | National Park Service             | Shasta County | contributing      | [ 11 ] |
| Reflection Lake Trail                          | 1920-1930                                         | National Park Service             | Shasta County | contributing      | [ 12 ] |

## Fotogalerij

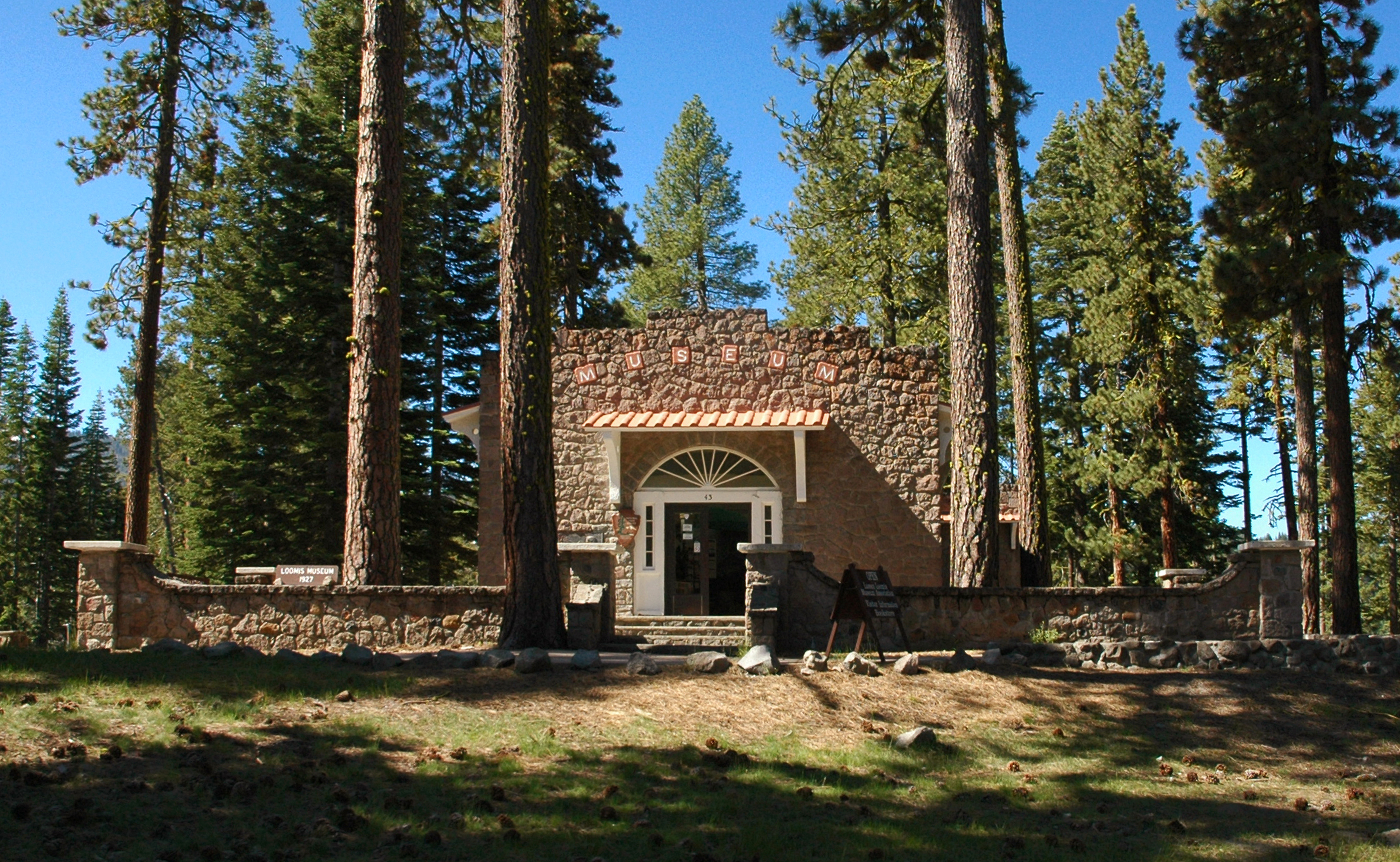
Loomis Museum
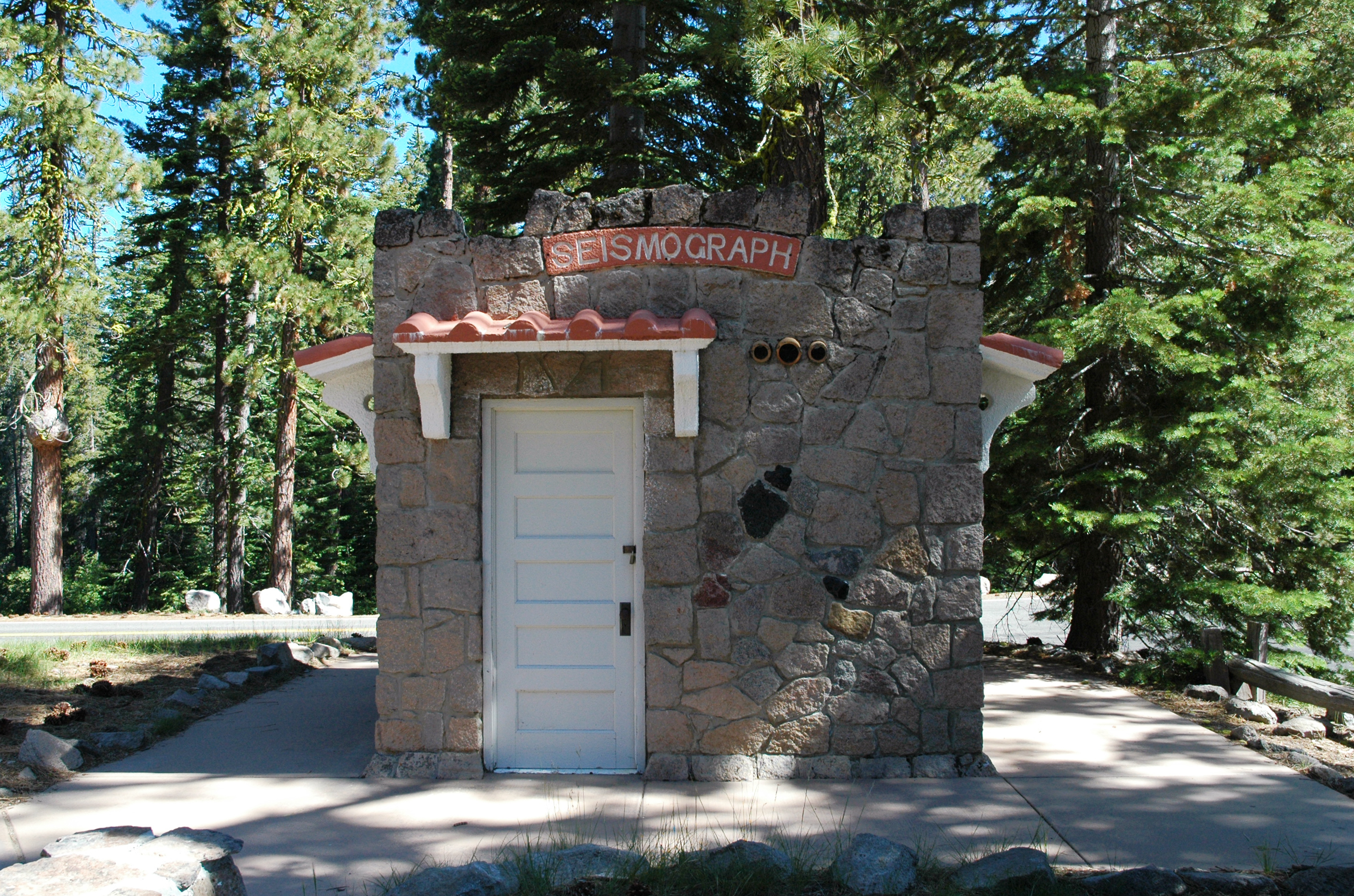
Seismografisch bijgebouwtje bij het Loomis Museum
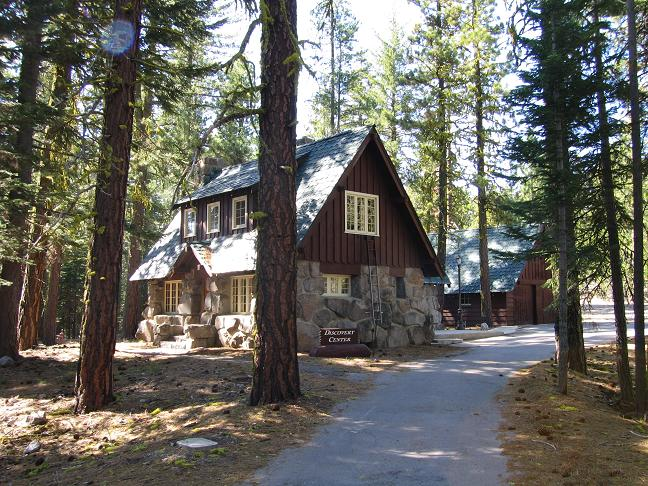
Discovery Center
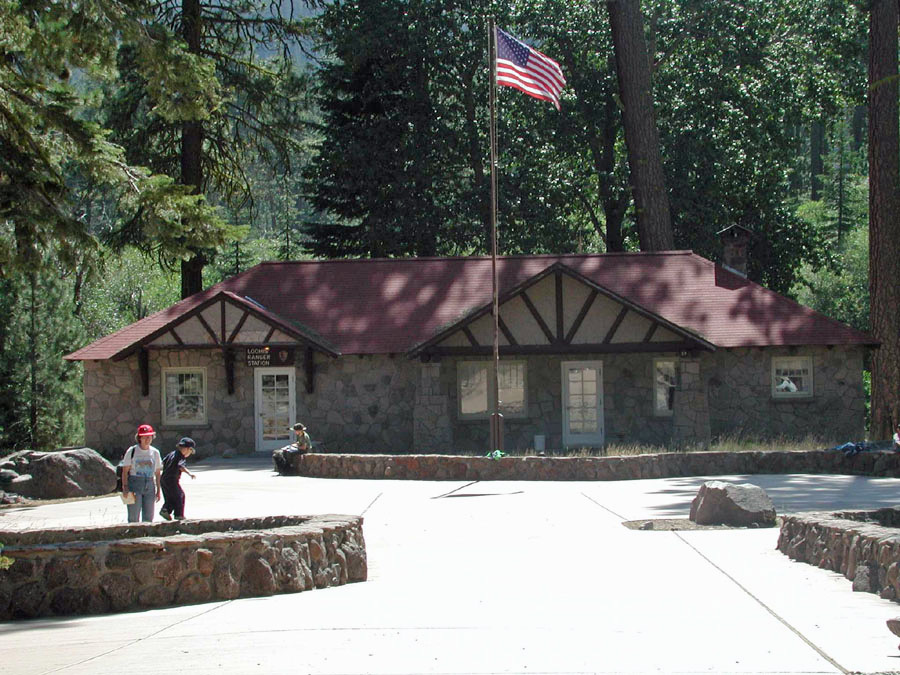
Het Loomis Art House was lange tijd de woning van de familie Loomis